# Ash Street
Ash Street – osada w Anglii, w hrabstwie Suffolk, w dystrykcie Babergh. Leży 16 km na zachód od miasta Ipswich i 97 km na północny wschód od Londynu.